# Марсове поле (Рим)

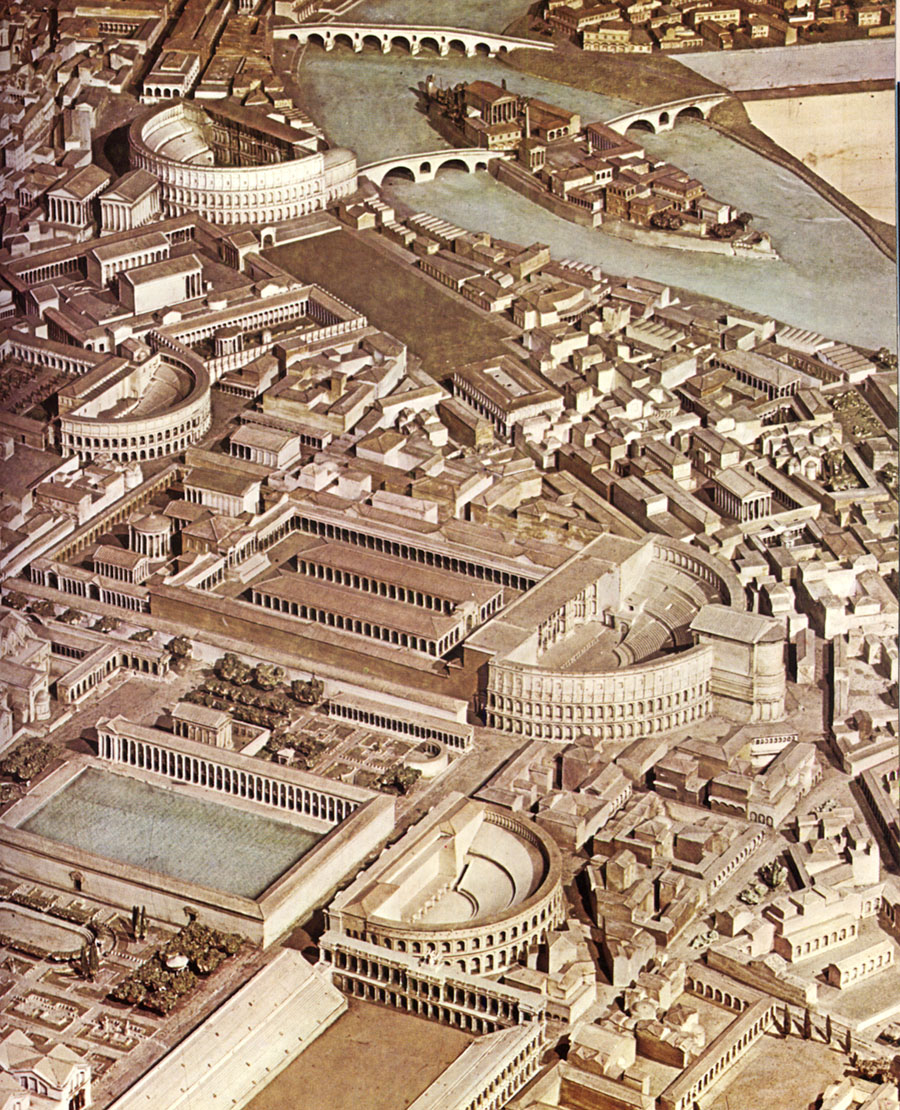
Реконструкція західної частини Марсового поля стародавнього Риму

41°53′52″ пн. ш. 12°28′38″ сх. д. / 41.89777778° пн. ш. 12.47722222° сх. д.
«Ма́рсове по́ле» (лат. Campus Martius) — історична частина міста Рим на лівому березі річки Тибр площею близько 250 га, спочатку призначена для військових і гімнастичних вправ. До будівництва Стіни Авреліана була поза містом. Часто служило місцем прийому іноземних володарів.
З часу вигнання Тарквінія Гордого тут відбувалися військові та цивільні збори. Як місце військових вправ, поле було присвячено богу війни Марсу, який мав свій вівтар у його центрі. За часів Сулли Марсове поле частинами продано впливовим людям в Римі. Центр поля залишився вільним під ім'ям Campus, тоді як інші частини поля були забудовані.
У 55 р. до н. е. Помпей побудував тут свій театр. Пізніше у північній частині було побудовано величезний Solarium Augusti (сонячний годинник) та Ara Pacis. Їх освячено 30 січня 9 р до н. е.

## Карта
Марсове поле (Champ de Mars) на мапі Риму до заснування міста Ромулом. Вигляд на річку Тибр та схили: